# Swetla Slatewa
Swetla Slatewa (bulgarisch Светла Златева, engl. Transkription Svetla Zlateva, zeitweilig Златева-Колева – Slatewa-Kolewa – Zlateva-Koleva; * 25. Februar 1952 in Gorna Orjachowiza) ist eine ehemalige bulgarische Mittelstreckenläuferin und Sprinterin.
Bei den Halleneuropameisterschaften gewann sie in der 4-mal-400-Meter-Staffel 1971 Bronze und über 800 Meter 1972 Bronze.
Bei den Olympischen Spielen 1972 in München stellte sie im Vorlauf mit 1:58,93 min einen olympischen Rekord auf. Im Finale blieben dann allerdings Hildegard Falck (FRG) mit 1:58,55 und Nijolė Sabaitė (URS) mit 1:58,65 beide unter dieser Marke, und Slatewa kam lediglich auf den vierten Platz hinter Gunhild Hoffmeister (GDR).
Im Jahr darauf stellte sie am 24. August in Piräus über 800 Meter mit 1:57,48 min einen Weltrekord auf. Bei den Olympischen Spielen 1976 in Montreal wurde sie über 800 Meter Siebte. In der 4-mal-400-Meter-Staffel schied sie mit der bulgarischen Mannschaft im Vorlauf aus.
Kurz danach heiratete sie den Ringer Iwan Kolew, und bei der Universiade 1977 gewann sie über 800 Meter Bronze.
Ihr letzter internationaler Erfolg war der Gewinn der Silbermedaille über 800 Meter bei den Halleneuropameisterschaften 1981 in Grenoble, wo sie wieder unter ihrem Geburtsnamen antrat.
Bulgarische Meisterin wurde sie 1971 und 1976 über 400 Meter, 1973 über 800 und 1500 Meter. In der Halle errang sie dreimal den nationalen Titel über 400 Meter (1971–1973) und einmal über 800 Meter (1981).

## Persönliche Bestzeiten
- 400 m: 52,9 s, 1973
- 800 m: 1:57,21 min, 26. Juli 1976, Montreal
  - Halle: 2:01,12 min, 26. Februar 1977, Sofia